# Chouday
Chouday – miejscowość i gmina we Francji, w Regionie Centralnym, w departamencie Indre.
Według danych na rok 1990 gminę zamieszkiwały 143 osoby, a gęstość zaludnienia wynosiła 5 osób/km² (wśród 1842 gmin Regionu Centralnego Chouday plasuje się na 994. miejscu pod względem liczby ludności, natomiast pod względem powierzchni na miejscu 373.).